# 十月危机
十月危机（法語：La crise d'octobre）是加拿大激进组织魁北克解放阵线在1970年10月于加拿大魁北克省制造的一系列事件。

## 事件过程
魁北克解放阵线是早期魁北克独立运动中于1960年代建立的社会主义和民族主义组织，旨在让魁北克省脱离加拿大独立。自1963年起，这个组织多次发动了炸弹攻击行动。
1970年10月5日，英国驻蒙特利尔的商务代表詹姆斯·克罗斯在家中被魁北克解放阵线的一个行动小组绑架。随后魁北克解放阵线通过当地电台发表了一份通报，公开承认对绑架事件负责，并对政府提出为释放克罗斯提出七个交换条件：
1. 释放23名“政治犯”
2. 价值50万加元的黄金作为赎金
3. 公开广播和出版魁北克解放阵线的宣言书
4. 公布为警方提供恐怖分子活动线索的线人名单
5. 提供一架去古巴或阿尔及利亚的飞机
6. 重新雇佣450名被解雇的邮政工人
7. 停止警方的搜查活动

10月10日，魁北克省副省長兼劳工部长皮埃尔·拉波特在自家草坪上与家人游戏时，被另一支魁北克解放阵线的行动小组绑架。10月13日，当时的加拿大总理皮埃尔·特鲁多在接受CBC的电视采访，当被问到他将采取什么措施来对付这场危机的时候，他简短地回答：“看我的！”。10月14日，魁北克解放阵线的律师罗伯特·莱米厄号召蒙特利尔大学学生展开罢课行动支持魁北克解放阵线。10月15日魁北克省政府请求联邦政府派军队支援地方警力。同一天，三千青年学生在蒙特利尔集会示威，声援魁北克解放阵线。第二天，总理皮埃尔·特鲁多宣布魁北克省进入勘乱紧急状态，实施“战时措施法”的有关条款。大批军队开往魁北克省。10月17日，有人给电台打电话宣布皮埃尔·拉波特被处决，并且提供了抛弃尸体的地址。另外绑匪声称，除非他们的要求得到满足，否则不会释放詹姆斯·克罗斯。
11月6日，警方突击搜查了魁北克解放阵线成员的藏身之处，虽然有3人逃脱，但Bernard Lortie被逮捕，并且被控以绑架和谋杀皮埃尔·拉波特。
12月3日，警方发现了绑架者监禁詹姆斯·克罗斯的地点。经谈判后他被释放，获得古巴领导人菲德尔·卡斯特罗的许可后，加拿大政府将5名恐怖分子 Marc Carbonneau、Yves Langlois、Jacques Lanctôt、Jacques Cossette-Trudel及其妻子Louise Lanctôt送到古巴。12月28日，警方在一座农场的地道里逮捕了涉嫌参与绑架和杀害皮埃尔·拉波特的三名魁北克解放阵线成员Paul Rose、Jacques Rose和Francis Simard。
1980年7月，警方指控了6名詹姆斯·克罗斯绑架案涉案人士。其中，一个名叫Nigel Barry Hamer的英国激进社会主义者和魁北克解放阵线同情者认罪，并被判入狱12个月。
虽然逃亡古巴的5名恐怖分子被加拿大终身驱逐，后来有人发现他们生活在法国巴黎。数年之后，所有的FLQ成员都希望返回加拿大。联邦政府有条件同意了他们的请求。他们回来之后：
在司法审判中，所有的绑架小组成员认罪并被判入狱两年。但他们服刑七个月后便被假释。
Marc Carbonneau因绑架、非法监禁、共谋和勒索罪被判入狱20个月和3年缓刑。
Yves Langlois由于绑架罪被判徒刑2年，但他只服了10月刑。
十月危机终于结束了在蒙特利尔和魁北克历经十年的革命暴力，用暴力手段追求魁北克独立的团体失去了支持，魁独的政党赢得了更广泛的支持，1976年，魁北克人党赢得了省级选举。